# Globulin miễn dịch viêm gan B
Globulin miễn dịch viêm gan B (HBIG) là một loại globulin miễn dịch ở người được sử dụng để ngăn ngừa sự phát triển của viêm gan B.

## Sử dụng trong y tế
HBIG được chỉ định là điều trị dự phòng sau phơi nhiễm cho những người có nguy cơ mắc bệnh viêm gan B vì gần đây họ đã tiếp xúc với chất dịch cơ thể của những người bị viêm gan B. Điều này bao gồm em bé của các bà mẹ bị viêm gan B, bạn tình, nhân viên y tế, cảnh sát và nhân viên cứu hỏa và người thế chấp. Nó cung cấp một khả năng miễn dịch tạm thời bằng cách chuyển giao globulin miễn dịch.
HBIG được cung cấp bằng đường tiêm bắp (IM) hoặc tiêm tĩnh mạch (IV), tùy thuộc vào việc chuẩn bị. Tác dụng phụ bao gồm phản ứng dị ứng, đau lưng, cảm giác khó chịu chung, đau đầu, đau cơ, buồn nôn và đau hoặc chảy máu tại chỗ tiêm. Dị ứng với immunoglobulin ở người là một chống chỉ định. HIV chưa bao giờ được truyền bởi HBIG. Như với tất cả các sản phẩm có nguồn gốc từ máu, việc truyền prion có thể là một nguy cơ còn lại.

### Tiêm phòng đồng thời
Nên tiêm HBIG trong vòng 14 ngày kể từ khi tiếp xúc với virus viêm gan B. Thời gian bán hủy của HBIG là khoảng 3 tuần. Thay vì tiêm HBIG tăng cường, tiêm vắc-xin viêm gan B được bắt đầu tại thời điểm quản trị HBIG ban đầu, do đó cung cấp sự bảo vệ lâu dài.
HBIG được Cục Quản lý Thực phẩm và Dược phẩm Hoa Kỳ phân loại là chất mang thai loại C.

## Chuẩn bị
HBIG được điều chế từ huyết tương của các nhà tài trợ có nồng độ kháng thể cao của kháng nguyên bề mặt viêm gan B. Nó được chiết xuất từ phần Cohn II. Trong quá trình này, virus bị vô hiệu hóa và trong các bước cuối cùng, dung môi được sử dụng trong chế phẩm được loại bỏ. Việc chuẩn bị được kiểm tra khi không có HIV, HCV, virus herpes và reovirus.

## Tên thương hiệu
- Bayhep B
- HepaGam B (thị trường Mỹ; chuẩn bị tiêm tĩnh mạch)
- HyperHEP B (thị trường Mỹ; chuẩn bị tiêm bắp)
- Nabi-HB
- Nabi-HB NovaPlus